# Thomas Mitew
Thomas Mitew (* 29. August 1968) ist ein ehemaliger deutscher Eishockeyspieler, der in der DDR-Oberliga sowie später in Bundesliga und Deutschen Eishockey Liga für den SC Dynamo Berlin und dessen Nachfolgeclub Eisbären Berlin spielte. 

## Karriere
Mitew begann 1977 mit dem Eishockey beim damaligen SC Dynamo Berlin. Er durchlief alle Stationen des Leistungssportsystems der DDR. Mitew besuchte die Berliner Sportschule und legte dort auch sein Abitur ab. 1988 wurde er in die Herrenmannschaft des SC Dynamo Berlin berufen und spielte mit ihr bis 1990 auf höchstem europäischem Niveau. Mit der Umwandlung der Eishockeyabteilung des SC Dynamo Berlin in den nachfolgenden EHC Dynamo Berlin und dem daraus resultierenden Lizenzspielerstatus spielte der Angreifer als Eishockeyprofi bis 1995 in der Bundesliga sowie der Deutschen Eishockey Liga, wobei die Berliner ab 1992 als „Eisbären“ antraten. 1997 erlitt er einen schweren Sportunfall, der seine sportliche Karriere zu beenden drohte. Allerdings schaffte Mitew die Rückkehr aufs Eis und beendete seine Karriere 1998 beim damaligen Zweitligisten GEC Nordhorn. 
Nach der Sportkarriere studierte Thomas Mitew Betriebswirtschaftslehre mit den Schwerpunkten Sportmanagement und Sportmarketing.
2004 veröffentlichte er seine Diplomarbeit unter dem Titel „Ticketing als zentrale Vermarktungsstrategie einer Multifunktionsarena“. Heute ist Mitew selbstständiger Berater und Vermittler mit einer eigenen Sportagentur und arbeitet parallel in der Sport-Vermarktung.

### International
Mit der deutschen Eishockeynationalmannschaft nahm Thomas Mitew unter anderem am Nissan-Cup 1990 teil.

## Erfolge und Auszeichnungen
- 1992 Aufstieg in die Bundesliga mit Dynamo Berlin